# Phaeoses horolyca
Phaeoses horolyca är en fjärilsart som beskrevs av Edward Meyrick 1915. Phaeoses horolyca ingår i släktet Phaeoses och familjen äkta malar. Inga underarter finns listade i Catalogue of Life.